# 本田翼
本田 翼（ほんだ つばさ、1992年（平成4年）6月27日 - ）は、日本の女優、ファッションモデル、タレント、YouTuber。愛称は、ばっさー。東京都三鷹市出身、スターダストプロモーション制作1部所属。

## 略歴
2005年から2006年にかけて、モデル事務所スプラッシュに所属していた。13歳の時に渋谷を歩いていたところ、現在の事務所（スターダストプロモーション）の7人のスカウトマンから別々に声を掛けられスカウトされる。2006年にファッション雑誌『Seventeen』（集英社）の専属モデルとしてデビュー。2007年からは『ラブベリー』（徳間書店）の専属モデルへ転籍。2010年1月からは『non-no』（集英社）の専属モデルとなり、2018年まで務める。
2012年にはドラマ『GTO』の生徒役（神崎麗美）で一躍有名に、他に『恋愛ニート〜忘れた恋のはじめ方』（TBS）でテレビドラマ初レギュラー出演、映画『FASHION STORY -Model-』で映画初主演・初出演を果たすなど女優業を本格化させたほか、同年4月より1年間、トーク番組『A-Studio』（TBS）で4代目アシスタントを務めた。2015年7月クールのフジテレビ月9ドラマ『恋仲』で初のヒロイン役を演じる。
2018年9月、YouTubeチャンネル「ほんだのばいく」を開設し、ゲーム実況の生配信及び動画投稿を開始。2018年10月9日の18時ごろに、登録者数100万人を突破した（2020年2月時点で151万人以上、2020年7月時点では200万人が登録）。およそ1ヵ月でのスピード記録。コメントで多くの人から顔出しをリクエストされたが、「ゲームをしているときの顔は見られたくないです。すみません!」と断っている。
2019年10月22日には、「ほんだのばいく」1周年を記念し、さいたまスーパーアリーナでファンとともにゲームを楽しむイベントを開催し、約17,000人を集めた。またそのイベントの告知とともに近況を語る3分弱の動画を投稿したところ、およそ2か月で視聴回数が500万回に達した。
2020年7月2日スタートの『中居大輔と本田翼と夜な夜なラブ子さん』（TBS）で、バラエティー番組のMCに初挑戦。ただし初回収録の当日、本田が急性虫垂炎で入院し、欠席での番組スタートとなった。
2021年上半期の「タレントCM起用社数ランキング」（ニホンモニター発表）において初の1位を獲得（15社のCMに起用）。同年年間でも首位（16社のCMに起用）。
2022年10月クールのTBS火曜ドラマ『君の花になる』で初めてゴールデンプライム帯連続ドラマ初主演。
2024年3月、ビューティーブランドBy ttt.（バイティースリー）を立ち上げたことを発表した。

## 人物
- 学生時代は美術部に所属していた[27]。
- 「翼」は本名で、名付け親は父親。本田技研工業（Honda）の2輪車の統一意匠であるウィングマークから取ったものである[1]。
- ゲームや漫画好きであることを公言している[28]。好きなゲームは『ドラゴンクエスト』など[29]。2016年に『星のドラゴンクエスト』CMに主人公のコスプレ姿で出演[30]、2019年には『ドラゴンクエストX』をモチーフにしたドラマ『ゆうべはお楽しみでしたね』（毎日放送）に主演した[31]。YouTubeでは、『エーペックスレジェンズ』などのFPSゲームもプレイしている。漫画では特に少年漫画が好きな模様。好きな作品は、『ピューと吹く!ジャガー』、『BLEACH』、『幽☆遊☆白書』、『HUNTER×HUNTER』[32]、『東京喰種』、『デッドマンワンダーランド』[33] など。
- 乃木坂46・白石麻衣（同年生まれ）が好きである[34]。
- 『安堂ロイド〜A.I. knows LOVE?〜』（TBS）で木村拓哉と共演した当時、木村とメールでの交友があった[35]。
- 大学進学に失敗したため、高校卒業後の進路に迷っていたところ、母親より「大学再受験」、「モデルの仕事を続ける」、「自衛隊に入る」という選択を迫られ、モデルの仕事を選択することにした[36]。
- B'zのファン[37]で、コンサートに行ったことを自身のブログで報告している[38][39]。
- 芸能界の一番の親友はトリンドル玲奈[40]。
- 兄がいる[41]。

## 出演
- 太字は主役。

### テレビドラマ
- シマシマ 第5話（2011年5月20日、TBS）
- セレブパーティーに行こう（2011年10月22日 - 11月12日、BS-TBS） - ツバサ 役
- 恋愛ニート〜忘れた恋のはじめ方（2012年1月20日 - 3月23日、TBS） - 木下結衣 役
- ストロベリーナイト 第3話（2012年1月24日、フジテレビ）
- パパドル! 第2話（2012年4月26日、TBS） - 本人 役
- 鍵のかかった部屋 第10話 - 最終話（2012年6月18日 - 25日、フジテレビ） - 河村忍 役
- GTO（2012年7月3日 - 9月11日、関西テレビ・フジテレビ） - 神崎麗美 役
  - 秋も鬼暴れスペシャル（2012年10月2日）
  - 正月スペシャル! 冬休みも熱血授業だ（2013年1月2日）
  - 完結編〜さらば鬼塚! 卒業スペシャル（2013年4月2日）
- ほんとにあった怖い話 夏の特別編2012 「赤い爪」（2012年8月18日、フジテレビ） - 佐々木きらら 役
- Piece（2012年10月6日 - 12月29日、日本テレビ） - ヒロイン・須賀水帆 役
- とんび（2013年1月13日 - 3月17日、TBS） - 松本京 役
- ヴァンパイア・ヘヴン（2013年4月12日 - 7月5日、テレビ東京） - 小町 役
- ショムニ2013（2013年7月10日 - 9月18日、フジテレビ） - 円山詩織 役
- 安堂ロイド〜A.I. knows LOVE?〜（2013年10月13日 - 12月15日、TBS） - サプリ 役
- 最高のおもてなし（2014年2月28日、日本テレビ） - 桃川奈々 役
- 東野圭吾「変身」（2014年7月27日 - 8月24日、WOWOW） - 京極亮子 役
- 東京にオリンピックを呼んだ男（2014年10月11日、フジテレビ） - ニーナ 役
- 紅白が生まれた日（2015年3月21日、NHK） - ヒロイン・竹下光江 役[42]
- ヤメゴク〜ヤクザやめて頂きます〜（2015年4月16日 - 6月18日、TBS） - 永光遥 役
- 恋仲（2015年7月20日 - 9月14日、フジテレビ） - ヒロイン・芹沢あかり 役[43]
- 地味にスゴイ! 校閲ガール・河野悦子（2016年10月 - 12月、日本テレビ） - 森尾登代子 役[44]
  - 地味にスゴイ!DX　校閲ガール・河野悦子（2017年9月20日）[45]
- スーパーサラリーマン左江内氏 第5話（2017年2月11日、日本テレビ） - 藤崎 役[46]
- わにとかげぎす（2017年7月19日 - 9月27日、TBS） - ヒロイン・羽田梓 役[47]
- 奥様は、取り扱い注意（2017年10月4日 - 12月6日、日本テレビ） - 佐藤京子 役[48]
- 絶対零度〜未然犯罪潜入捜査〜（フジテレビ） - ヒロイン・小田切唯 役
  - season3（2018年7月9日 - 9月10日）[49]
  - season4（2020年1月6日 - 3月16日）[50]
  - AFTER STORY「あれから一年、新たなる旅立ち」（2020年3月23日）[51]
- 東野圭吾 手紙（2018年12月19日、テレビ東京） - ヒロイン・白石由実子 役[52]
- ゆうべはお楽しみでしたね（2019年1月7日 - 2月11日、MBS / TBS系） - 主演・おかもとみやこ 役（岡山天音とW主演）[31]
- ラジエーションハウス〜放射線科の診断レポート〜（2019年4月8日 - 6月17日、フジテレビ） - ヒロイン・甘春杏 役[53]
  - ラジエーションハウス〜放射線科の診断レポート〜『特別編』（2019年6月24日）[54]
  - ラジエーションハウスII〜放射線科の診断レポート〜（2021年10月4日 - 12月13日）[55]
- ひみつ×戦士 ファントミラージュ!（2019年4月7日 - 2020年6月28日、テレビ東京） - くまちぃ 役（声の出演）[56]
- チート〜詐欺師の皆さん、ご注意ください〜（2019年10月3日 - 12月5日、日本テレビ） - 主演・星野沙希 役[57]
- リモートで殺される（2020年7月26日、日本テレビ） - 主演・野島絵里 役[58]
- アプリで恋する20の条件（2021年1月10日、日本テレビ） - 主演・加瀬妙子 役[59]
- 嘘から始まる恋（2021年6月27日、日本テレビ） - 主演・葛西莉子 役[60][61]
- オリバーな犬、 (Gosh!!) このヤロウ（NHK総合） - 柿崎ユキナ 役
  - シーズン1（2021年9月17日 - 10月1日）[62]
  - シーズン2（2022年9月20日 - 10月4日）[63]
- 君の花になる（2022年10月18日 - 12月20日、TBS） - 主演・仲町あす花 役[24][64]
- 6秒間の軌跡〜花火師・望月星太郎の憂鬱（2023年1月14日 - 3月18日、テレビ朝日） - ヒロイン・水森ひかり 役[65][66]
  - 6秒間の軌跡～花火師・望月星太郎の2番目の憂鬱（2024年4月13日 - 6月8日、テレビ朝日）[67]
- ブルーモーメント（2024年4月24日 - 6月26日、フジテレビ） - 園部灯 役[68]
- 北くんがかわいすぎて手に余るので、3人でシェアすることにしました。（2025年7月1日 - 、関西テレビ・フジテレビ） - 主演・浅田南 役[69]

### 映画
- FASHION STORY -Model-（2012年11月17日、ユナイテッドエンタテインメント） - 主演・雛子 役
- らくごえいが 「ライフ・レート」（2013年4月6日、アールグレイフィルム） - 女の子 役
- 江ノ島プリズム（2013年8月10日、ビデオプランニング） - ヒロイン・安藤ミチル 役[70]
- すべては君に逢えたから「クリスマスの勇気」（2013年11月22日、ワーナー・ブラザース映画） - 大友菜摘 役[71]
- ニシノユキヒコの恋と冒険（2014年2月8日、東宝映像事業） - カノコ 役[72]
- アオハライド（2014年12月13日、東宝） - 主演・吉岡双葉 役[73]
- 起終点駅 ターミナル（2015年11月7日、東映） - 主演・椎名敦子 役[74]
- 少女（2016年10月8日、東映） - 主演・桜井由紀 役（山本美月とのW主演）[75]
- 土竜の唄 香港狂騒曲（2016年12月23日、東宝） - 迦蓮 役
- 鋼の錬金術師シリーズ（ワーナー・ブラザース映画） - ヒロイン・ウィンリィ・ロックベル 役[76]
  - 鋼の錬金術師（2017年12月1日）
  - 鋼の錬金術師 完結編 復讐者スカー（2022年5月20日）[77]
  - 鋼の錬金術師 完結編 最後の錬成（2022年6月24日）[77]
- 今夜、ロマンス劇場で（2018年2月10日、ワーナー・ブラザース映画） - 成瀬塔子 役[78]
- 空母いぶき（2019年5月24日、キノフィルムズ） - ヒロイン・本多裕子 役[79]
- 新聞記者（2019年6月28日、スターサンズ＝イオンエンターテイメント） - 杉原奈津美 役[80]
- 劇場版 ひみつ×戦士 ファントミラージュ! ～映画になってちょーだいします～（2020年7月23日、KADOKAWA、イオンエンターテイメント） - くまちぃ 役（CV）
- 都会のトム&ソーヤ（2021年7月30日、イオンエンターテイメント） - 鷲尾麗亜 役　[81]
- 劇場版 ラジエーションハウス（2022年4月29日、東宝） - ヒロイン・甘春杏 役[82]
- THE オリバーな犬、(Gosh!!)このヤロウ MOVIE（2025年9月26日公開予定、エイベックス・フィルムレーベルズ） - 柿崎ユキナ 役[83][84]

### 劇場アニメ
- 鷹の爪7 女王陛下のジョブーブ（2014年4月4日、DLE） - 木原睦美 役[85]
- 天気の子（2019年7月19日、東宝） - 須賀夏美 役[86]

### Webドラマ
- シニカレ（2012年5月28日 - 、全50話、NOTTV） - マリカ 役
- 午前3時の無法地帯（2013年3月20日 - 、全12話、BeeTV） - 主演・七瀬ももこ 役
- チェイス 第1章（2017年12月22日、全7話、Amazonプライムビデオ） - 主演・麻衣 役（大谷亮平とダブル主演）[87]
  - チェイス 第2章（2018年11月）
- アプリで恋する20の条件 アプリの向こう側編（2021年1月6日配信、Hulu） - 主演・加瀬妙子 役
- 嘘から始まる恋 嘘つき達のホンネ編（2021年6月27日、Hulu） - 主演・葛西莉子 役

### その他テレビ番組
- non-no TV（2010年10月2日 - 2012年3月17日、BS-TBS）
- A-Studio（2012年4月6日 - 2013年3月29日、TBS） - 4代目アシスタント[注 1]
- ミュージックドラゴン（2013年7月12日 - 2014年6月27日、日本テレビ） - MC
- Q ～こどものための哲学～（NHK Eテレ） - Qくんの声
- くりぃむZONE★上田&有田&本田翼を面白がらせたらお年玉!★（2019年1月2日、テレビ朝日）
- ぐるぐるナインティナイン（2020年1月16日 - 12月24日、日本テレビ） - 「グルメチキンレース・ゴチになります!」レギュラー[88][89]
  - 就任前にもゲストとして出演したことがある。
- 中居大輔と本田翼と夜な夜な（4747）ラブ子さん（2020年7月2日 - 2022年3月24日、TBS） - MC（中居正広・宮川大輔と担当）[20]
- ゲームゲノム（NHK総合） - MC
  - （2021年10月15日） - パイロット版[90][91]
  - （2022年1月24日） - 拡大版スペシャル[92]
  - （2022年10月5日 - 11月2日） - レギュラー放送[93]
- 俺のワタシの極み飯!（2022年5月26日・6月2日、TBS）[94]

### CM

#### 現在
- 日本瓦斯「ニチガス・ニ・スルーノ3世」（2017年4月1日 - ）[95][96][97]
- アイセイ「ビュームワンデー」（2017年12月27日 - ）[98]
- ネイチャーラボ（2020年8月1日 - ）[99][100][98][101][102][103][104]
- テックウインド「AKRacing」（2020年10月1日 - ）[105][106]
- グルガジャパン「ohora」（2024年6月15日 - ）[107]
- いすゞ自動車「エルフミオ」（2024年7月30日 - ）[108]
- AFRLIGHT「AFK:ジャーニー」（2024年8月8日 - ）
- BitFlyer（2024年9月1日 - ）

#### 過去
- ソニー・コンピュータエンタテインメント PlayStation 3（2006年）
- B-R サーティワン アイスクリーム サーティワン アイスクリーム（2007年）
- KDDI au（2007年）
- 小田急電鉄（2008年）
- トヨタ自動車 SAI（2009年）
- ダイドードリンコ ダイドーブレンドコーヒー（2011年11月 - 2012年11月）
- NOTTV（2012年3月）
- 東日本旅客鉄道
  - TYO THANK YOU 25（2012年9月 - 2013年3月）
  - JR SKISKI
    - 「青春は、純白だ。」篇（2012年12月 - 2013年5月）[109]
    - 「冬の空気を変えろ。」篇（2021年3月）[110]
- MARK STYLER RUNWAY channel（2012年10月 - 2013年1月）
- 一蔵「オンディーヌ」（2012年10月 - 2014年10月）
- HOYA「アイシティ」（2012年11月 - 2013年5月）
- 本田技研工業
  - クルマッチング （2012年12月 - ）
  - NM4:製品紹介ムービー （2014年5月 - ）
  - Honda SENSING「ぶつからない」篇/「はみださない」篇/「とびださない」篇（2015年3月 - ）
- ピタットハウスネットワーク ピタットハウス（2012年12月 - ）
- 建設業労働災害防止協会（2012年12月 - 2013年1月）
- 京セラ HONEY BEE（2012年12月 - 2013年6月）
- ハウスウェルネスフーズ
  - C1000（2013年2月 - 2017年）
  - 1日分のビタミン
    - 「放射グラフ」篇（2015年6月19日 - ）[111]
- ブルボン「フェットチーネグミ」（2013年2月 - 2015年2月）
- 花王
  - ビオレ さらさらパウダーシート（2013年4月 - ）
  - ケープ（2013年11月 - ）
  - ビオレ マシュマロホイップ（2014年1月 - ）
- 任天堂 マリオ&ルイージRPG4 ドリームアドベンチャー（2013年7月 - ）
- アメリカンファミリー生命保険（2013年8月 - 2017年）
- カネボウ Lavshuca（2013年9月 -  ）[112]
- Yahoo Japan Yahoo!検索（2014年3月 - ）
- Nikon
  - Nikon 1 J4（2014年4月 - ）[113]
  - ニコン双眼鏡アキュロンシリーズ（2014年9月 - ）
  - COOLPIX S6900（2014年9月 - ）[114]
  - Nikon 1 J5（2015年4月 - ）[115]
- エービーシー・マート ABC MART
  - PUMA×ABC-MARTキャンペーン スペシャルムービー「EVERYDAY IS SPECIAL」（2012年9月14日 - 10月31日）[116]
  - Converse（2014年5月 - ）
  - NUOVO COOL WHITE SANDAL（2015年3月 - ）[117]
- リクルート とらばーゆ（2014年8月 - ）[118]
- gloops SKYLOCK 神々と運命の五つ子（2014年12月 - ）[119]
- アサヒビール
  - クリアアサヒ（2015年3月 - ）[120]
  - ビアリー
    - 「微アル誕生」篇（2021年3月4日 - ）[121]
    - 「ビアリーうまさ」篇（2021年3月30日 - ）[122]

  - アサヒ贅沢搾り
    - 「贅沢に、まるかじりチューハイ」篇（2019年2月5日 - ）[123]
    - 「まるかじりチューハイ ライチのつもり」篇（2019年4月23日 - ）[124]
    - 「まるかじりチューハイ #早口ブラオレ」篇（2019年6月18日 - ）[124]
    - 「まるかじりチューハイ #りんごのせてホイ!」篇（2019年8月20日 - ）[124]
    - 「まるかじりチューハイ #ヨーグルトテイストもでた」篇（2020年9月15日 - ）[125]
- スクウェア・エニックス「星のドラゴンクエスト」（2016年）[30]
- 楽天 「ラクマ」（2016年3月12日 - ）[126]
- 田島ルーフィング（2016年6月20日 - ）[127]
- 森永製菓
  - マクロビ派ビスケット「マクロビちゃん出没」篇（2017年3月25日 - ）[128]
  - ベイク＜ショコラ＞「本当だ!変わった」篇（2017年9月12日 - ）[129]
- 大正製薬「ナロンエースT」
  - 「ポッケの中に」篇（2017年6月23日 - ）[130]
  - 「雨の予報」篇（2017年10月2日 - ）[131]
  - 「デートのしたく」篇（2019年2月3日 - ）[132]
- 三井ダイレクト損害保険（2018年5月12日 - 2021年）[133]
  - 「クラシックサウンド」篇（2019年7月1日 - ）[134]
- LINEモバイル
  - 「LINEモバイルダンス けたたましく動くクマ」篇・「LINEモバイルダンス うるせぇトリ」篇（2018年10月26日 - ）[135]
  - 「LINEモバイルダンス 誰でもみんな」篇（2019年2月21日 - ）[136]
  - 「LINEモバイルダンス・リアルユーザー」篇（2019年8月23日 - ）[137]
  - 「LINEモバイルダンス・サプライズ」篇（2020年2月22日 - ）[138]
  - 「LINEモバイルダンス・BROWN & FRIENDS集合」篇（2020年8月26日 - ）[139]
- Osaka Metro（2018年11月25日 - ）[140]
  - 「新しいことが生まれる街」篇
  - 「淀屋橋 トモダチと中之島」篇
  - 「拡がる事業」篇
  - 「中津古いのに新しい街」篇
- LIFULL「LIFULL HOME'S」（2019年1月 - 2022年）
  - 「海のある暮らし」篇・「本田翼めざましキャンペーン」篇（2019年1月10日 - ）[141]
  - 「したい暮らし グッとくる景色」篇（2019年1月21日 - ）[142]
  - 「パラグライダー」篇（2020年11月30日 - ）[143]
  - 「湖」篇（2021年1月4日 - ）[144]
  - 「住まい探しダンジョン」篇・「内見アドベンチャー」篇（2021年8月16日 - ） [145]
- RODEO CROWNS WIDE BOWL（ロデオクラウンズ ワイドボウル）（2019年1月25日 - ）[146]
- アサヒ飲料「はたらくアタマに」（2019年9月10日 - 2020年8月）[147]
- ソニー・インタラクティブエンタテインメント コール オブ デューティ モダン・ウォーフェア（2019年10月20日 - ）[148]
- 明星食品
  - チャルメラ（2020年9月25日 - 2023年8月31日）[149][150]
  - 一平ちゃん（2022年2月10日 - 2024年7月28日）[151][152][153][154]
  - 麺神（2023年10月14日 - 2024年9月）[155]
- ZOZO「ZOZOTOWN」（2020年11月6日 - 2024年5月）[156][157]
- アマノ（2020年 - 2022年）
- GameWith（2020年12月26日 - 2021年）[158]
- ソフトバンク「LINEMO」（2021年2月 - 2024年7月）[159][160][161][162]
- アサヒグループ食品「ミンティア」（2021年3月1日 - 2022年3月）[163]
- カプコン モンスターハンターライズ（2021年3月12日 - 6月）[164]
- シック・ジャパン（2021年3月 - 2022年3月）[165][166]
- マンダム「ビフェスタ」（2021年3月 - 2024年1月）
- エスエス製薬「ドリエル」（2021年5月 - 2024年3月）[167]
- 森永乳業「ギリシャヨーグルト パルテノ」（2021年7月7日 - 2023年5月）[168][169]
- ユーキャン「チャレンジユーキャン2022」（2022年1月1日 - 12月）[170]
- 三幸製菓「雪の宿」（2022年2月12日 - 2023年）[171]
- アダストリア「GLOBAL WORK」（2022年3月 - 2024年）[172][173][174][175]
- サントリー「BAR Pouum」（2022年9月 - 2023年9月）
- APR CO LTD「medicube フェイスケアシリーズ」（2023年5月 - 2024年5月）

### PV
- B'z「永遠の翼」（2007年5月9日）
- Base Ball Bear
  - 「short hair」（2011年8月31日）
  - 「PERFECT BLUE」（2013年2月13日）
  - 「すべては君のせいで」（2017年4月12日）
- JaaBourBonz「誓うよ」（2011年12月14日）
- Ms.OOJA「Be...」（2012年2月29日）
- May J.「私がカバーガール」（2012年12月5日）
- いきものがかり「キラリ」（2014年12月24日）

### イベント
- メンズノンノフェス2016（2016年11月10日）[176]
- 配信者ハイパーゲーム大会（開会宣言、2023年3月25日、OPENREC.tv）

## 受賞歴
2019年
- ジャパンアクションアワード2019 ベストアクション女優 優秀賞（『絶対零度〜未然犯罪潜入捜査〜』）[177][178][179]

## 書籍

### 写真集
- ほんだらけ 本田本（2013年10月31日、SDP） - ISBN 978-4906953066
- ほんだのばいくBOX（2021年9月30日、宝島社） - ISBN 978-4299019257
- ほんだのげーむBOX（2021年9月30日、宝島社） - ISBN 978-4299021397

### 雑誌連載
- SEVENTEEN（2006年、集英社） - 専属モデル
- ラブベリー（2006年12月1日 - 2008年、徳間書店） - 専属モデル
- JILLE（2008年9月 - 2009年12月、双葉社）
- non-no（2010年1月 - 2018年5月、集英社） - 専属モデル[15]
- Myojo（2012年12月 - 2016年1月、集英社）
- MEN'S NON-NO「月刊メンズばっさー」（2015年4月 - 2017年3月号、集英社）
- MORE（2018年9月号 - 、集英社） - モアモデルズ

### 小説表紙
- 通学風景〜君と僕の部屋〜（著：みゆ、集英社ピンキー文庫、上下巻） - カバーモデル
  - 上 2012年7月25日
  - 下 2012年8月24日

## 作品

### 配信限定シングル
- 『ジュエル☆トリコ』 - ジュエル☆トリコ名義（2019年11月22日）